# Уэда, Сэйдзи
Сэйдзи Уэда (яп. 上田 清二 Уэда Сэйдзи, 1952) — это японский астроном и первооткрыватель астероидов, который живёт в городе Кусиро в префектуре Хоккайдо. Впервые интересоваться астрономией Уэда начал ещё в младших классах средней школы. Позднее в течение 6 лет активно играл в хоккей. После выхода на пенсию возобновил занятия астрономией. Его работа по обнаружению новых астероидов оказалась весьма плодотворной — в период с 1987 по 2000 годы Уэда совместно с другим японским астрономом Хироси Канэдой обнаружил в общей сложности новых 705 астероидов. По данным на 16 июля 2011 года по количеству открытых астероидов он находился на 8 месте среди других первооткрывателей и на 19 месте с учётом различных проектов по поиску новых астероидов.
Он имеет степень доктора медицины и доктора наук в Стэнфордском университете и является одним из ведущих исследователей Японии.
В знак признания его заслуг одному из астероидов, обнаруженному в 1990 году, было присвоено его имя (4676) Уэда, Сэйдзи.